# Карьера Никодема Дызмы (телесериал)
«Карье́ра Никоди́ма Ды́змы» (пол. «Kariera Nikodema Dyzmy») — телеэкранизация 
одноименного романа польского  писателя Тадеуша Доленги-Мостовича.
Сериал был создан Яном Рыбковским и Мареком Новицким
Премьера состоялась 6 апреля 1980 года. В 2011 году фильм реконструировала компания TVP и выпустила фильм на DVD и Blu-ray.
Несмотря на принадлежность сериала к жанру комедии, наряду со смешными в нём присутствуют и серьёзные, драматические моменты и сцены.
Сериал относится к классике телевизионного производства, в нём снималась плеяда лучших актёров. Картина, неоднократно переиздававшаяся на телевидении, неизменно и заслуженно пользуется признанием зрителей. В 2004 году сериал признали рекордсменом за последние семь лет на TVP.

## Сюжет
Действие сериала происходит в 1920-х годах в Польской Республике —  в Варшаве и в поместье Коборове.
В Варшаву из провинциального городка Лысково приезжает безработный Никодим Дызма. Случайно он попадает в круги высшего общества и начинает головокружительную карьеру.

## В ролях
- Роман Вильгельми — Никодим Дымза
- Борщевская Гражина — Нина Понимирская
- Бронислав Павлик — Леон Куник, Куницкий
- Леонард Петрашак — полковник Вацлав Вареда
- Мариуш Дмоховский — Ян Терковский, глава кабинета премьер-министра
- Ежи Боньчак — Зигмунд Кшепицкий, секретарь Дызмы
- Богуш Билевский — Ян Уланицкий, заместитель министра
- Войцех Покора — Жорж Понимирский, брат Нины
- Пётр Высоцкий[пол.] — граф Конецпольский
- Эва Шикульская — графиня Ляля Конецпольская
- Изабелла Трояновская[англ.] — Кася Куницкая, дочь Леона от первого брака
- Кристина Цехомская[пол.] — графиня Пшелецкая, тётя Жоржа и Нины
- Аркадиуш Базак — комиссар полиции
- Игорь Смяловский — князь Розацкий
- Эдвард Вихура — Юзеф Бочек, начальник почты
- Барбара Брыльска — Эвита, светская дама
- Анджей Красицкий — министр финансов
- Богдан Лазука — певец, танцор в ресторане

## Награды
- 1980 — Премия комитета по польскому радио и телевидению первой степени исполнителю главной ролиРоману Вильгельми[6].
- 1980 — персональную награду за монтаж фильма получила Веслава Отоцка на IV Фестивале польского телевизионного творчества Ольштын '80[7].
- 1981 — Премия «Золотый экран» (Złoty Ekran) еженедельника «Ekran» за художественные достижения в области телевизионной актерской деятельности исполнителю главной роли[6].

## Производство

### Создание
Телевизионный сериал режиссёра Яна Рыбковского — это «второй подход» режиссёра к этому роману. В 1956 году режиссёр снял фильм «Необыкновенная карьера » с Адольфом Дымшей в главной роли.
Одним из режиссёров фильма выступил оператор Марек Новицкий — Ян Рыбковский серьёзно заболел, покинул съёмочную площадку. Новицкий стал сорежиссёром и закончил съёмки фильма.

### Места съёмок
Действие сериала проходит в довоенной Варшаве и в поместье Коборово.
Режиссёр для съёмок Варшавы выбрал город Лодзь, которая на протяжении нескольких лет считалась столицей польского кинематографа. В здании бывшего Торгового банка снимали кабинеты Хлебного банка, председателем которого стал Дызма.
Съёмки на скачках, где Дызма сделал судьбоносную ставку, проходили на 
ипподроме Служевиц.
Большая часть съёмок проходила в деревне Zaborów под Варшавой — именно там снимали все сцены, связанные с поместьем Коборово. Однако прогулки с Ниной и встречи с Жоржем снимали в дворцово-парковом комплексе волости Неборово, расположенную между Варшавой и Лодзью. В роли Дворца Куницкого «выступил» «Дом журналиста».

### Продолжение
В 2011 году продюсер, соавтор сериала Витольд Ореховский  готовил новый сериал «Карьера Никодима Дызмы» с Войцехом Майлякатом в главной роли. Съёмки планировались начать весной 2002 года. Однако от проекта отказались, так как в 2001 году началось производство фильма « Карьера Никося Дызмы» под руководством Михаила Бальцерзака и режиссёра Яцека Бромского. Создатели сериала подали в суд на создателей фильма за кражу идеи.

## Комментарии
1. ↑  Здесь и далее все имена и названия приводятся по переводу И.Фольк

## Внешние ссылки
1. Kariera Nikodema Dyzmy на IMDb